# Microgobius curtus
Microgobius curtus är en fiskart som beskrevs av Ginsburg, 1939. Microgobius curtus ingår i släktet Microgobius och familjen smörbultsfiskar. IUCN kategoriserar arten globalt som livskraftig. Inga underarter finns listade i Catalogue of Life.